# Кудансита (станция)
Станция Кудансита (яп. 九段下駅 кудансита эки) — железнодорожная станция, расположенная в специальном районе Тиёда в Токио. Через станцию проходят Линия Синдзюку, Линия Хандзомон и Линия Тодзай. В системе нумерации станций токийского метрополитена станция обозначена как: Z-06 — на линии Хадзомон, T-07 — на линии Тодзай и S-05 — на линии Синдзюку. Ближайшая станция к храму Ясукуни и арене Ниппон Будокан.

## История
Станция была открыта 23 декабря 1964 года как западная конечная станция линии Тодзай, идущей от станции Такаданобаба. 16 марта 1966 года было открыто движение по линии до станции Такэбаси. Станция линии Синдзюку была открыта 16 марта 1980 года. Станция линии Хандзомон была открыта 29 января 1989 года. На станции установлены автоматические платформенные ворота.

## Планировка станции

### Tokyo Metro
| 1 | ○ Линия Тодзай    | Отэмати, Ниси-Фунабаси, Цуданума, Тоё-Кацутадай |
| 2 | ○ Линия Тодзай    | Такаданобаба, Накано, Митака                    |
| 3 | ○ Линия Хандзомон | Нагататё, Сибуя, Тюо-Ринкан                     |
| 4 | ○ Линия Хандзомон | Отэмати, Осиагэ, Куки, Минами-Курихаси          |

### Toei
| 5 | ○ Линия Синдзюку | Синдзюку, Сасадзука, Хасимото |
| 6 | ○ Линия Синдзюку | Бакуро-Ёкояма, Мотоявата      |

## Близлежащие станции
| «        |  | Линия           |  | »         |
| -------- |  | --------------- |  | --------- |
| Такэбаси |  | Линия Тодзай    |  | Иидабаси  |
| Дзимботё |  | Линия Хандзомон |  | Хандзомон |
| Дзимботё |  | Линия Синдзюку  |  | Итигая    |